# Hynek Berka mladší z Dubé
Hynek Berka mladší z Dubé, nebo též Hynek z Dubé a Náchoda, případně Hynek Honštejnský († 1361) byl český šlechtic z významného rodu Berků z Dubé a zakladatel tzv. honštejnské linie.

## Život

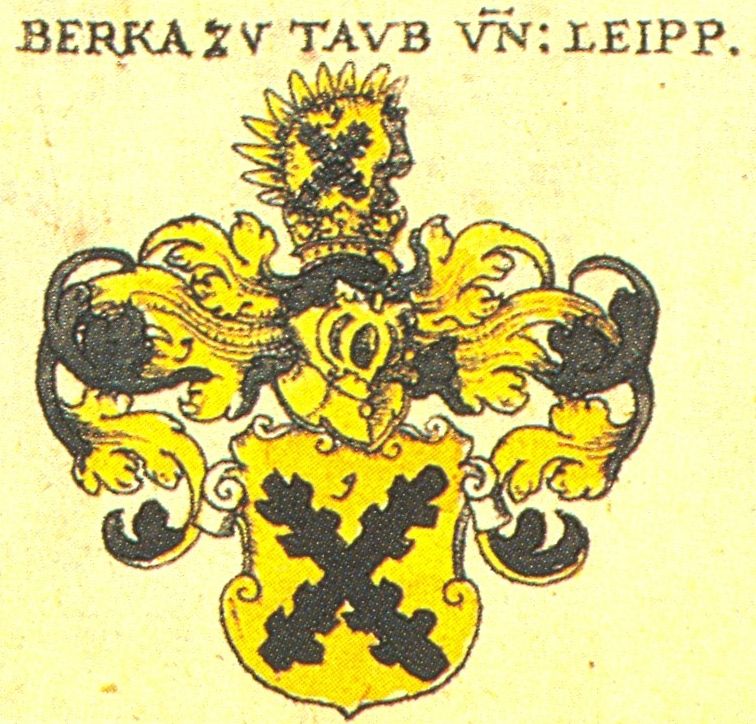
Erb Berků z Dubé

Byl starším ze dvou synů nejvyššího purkrabího Hynka Berky z Dubé. Při dělení mezi bratry mu připadlo lipské a sloupské panství. Honštejnské panství s hradem Honštejn v Horní Lužici mu bylo Karlem IV. potvrzeno jako léno. Asi do roku 1360 společně s Ješkem z Náchoda a Dubé vlastnil Náchodské panství.

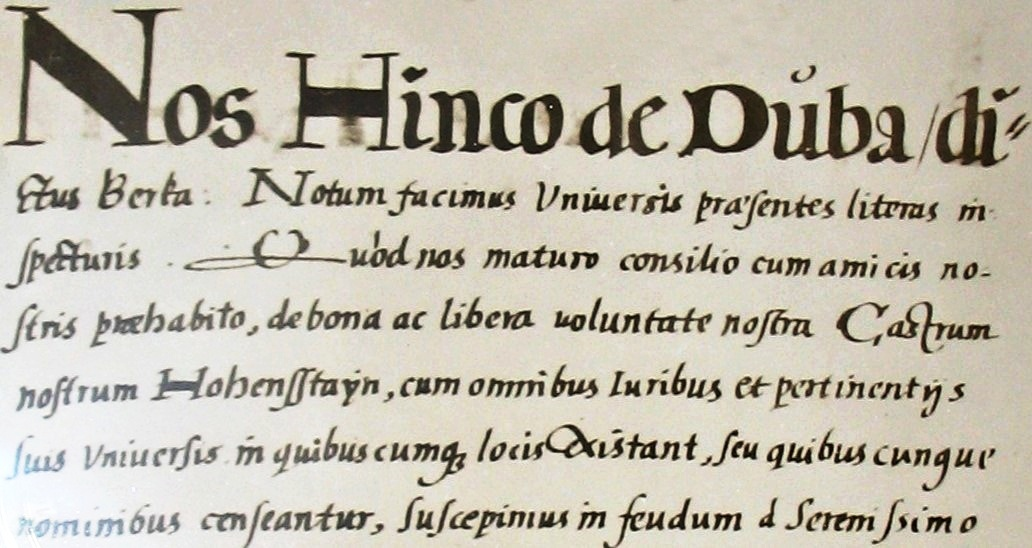
Úvod listiny Hynka Berky z Dubé z 16. listopadu 1353, týkající se hradu Honštejna

Roku 1331 byl dosazen českým králem Janem Lucemburským jako jeho královský zástupce (či tzv. český starosta) do Hlohovského knížectví. Svého otce vystřídal po jeho smrti v roce 1348 v úřadu nejvyššího purkrabího. Účastnil se římské korunovační jízdy Karla IV. 
Jeho stejnojmenní synové byli odlišováni podle svých držav jako Hynek Honštejnský či Hynek Berka z Dubé a Honštejna († 1419) a Hynek Lipský († 1389).